# 富士川クラフトパーク
山梨県富士川クラフトパーク（やまなしけんふじかわクラフトパーク）は山梨県南巨摩郡身延町にある都市公園。園内に道の駅みのぶを併設している。

## 概要
1989年（平成元年）に「富士川ふるさと工芸館」を核として開業。工芸館の中は主に峡南地域の地場産業である陶磁器やガラス工芸などを展示・販売していたほか、実際創作を体験できるコーナーがあった。また、周辺は公園として遊歩道や遊具、庭園などが整備された。
2005年（平成17年）に「富士川ふるさと工芸館」は県内16番目の道の駅に指定され、2009年（平成21年）に合同会社「富士川・切り絵の森」が指定管理者となり、2010年3月に「富士川・切り絵の森美術館」がオープンした。一方で同公園を管理していた財団法人「山梨県富士川地域地場産業振興センター」が2013年（平成25年）3月31日を以って解散し、工芸館もそれと同時に閉鎖。暫くは公園施設および美術館のみの営業となっていたが、2014年（平成26年）7月17日に「みのぶ富士川観光センター」としてリニューアルオープンした。同時に道の駅の名称も道の駅みのぶ 富士川観光センターに改称されている。
2023年（令和5年）4月1日から2027年（令和9年）3月31日までの4年間の指定管理者には「株式会社かいすた」が指定され、2023年3月をもって富士川観光センターは閉館し、インフォメーション等の道の駅機能はレストラン棟に移転し、道の駅の名称も道の駅みのぶに変更された。

## 園内施設
- 富士川・切り絵の森美術館（切り絵専門の美術館。常設展2館(時計台ギャラリー・道の駅ギャラリー)、企画展1館(芝生ギャラリー))。
- 道の駅みのぶ
- レストラン『スヴニール』
- 売店 スヴニール
- イベント広場
- カヌー場（山梨県立身延高等学校のカヌー部が利用している）
- 各種遊具
- 移築民家
- 日本庭園
- 大花壇
- バーベキュー場
- 駐車場
- トイレ

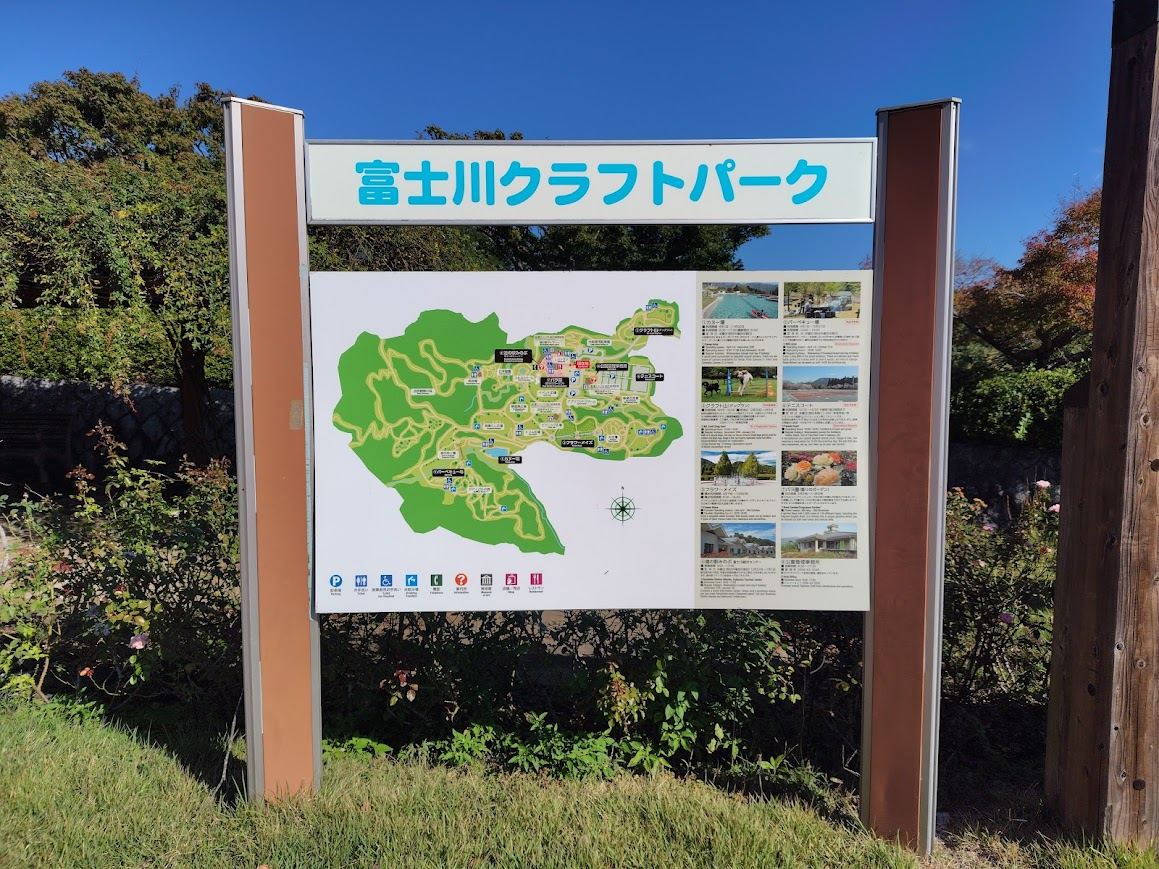
園内の案内看板（富士川観光センター閉鎖前の内容で、更新されていない）(2024年10月)
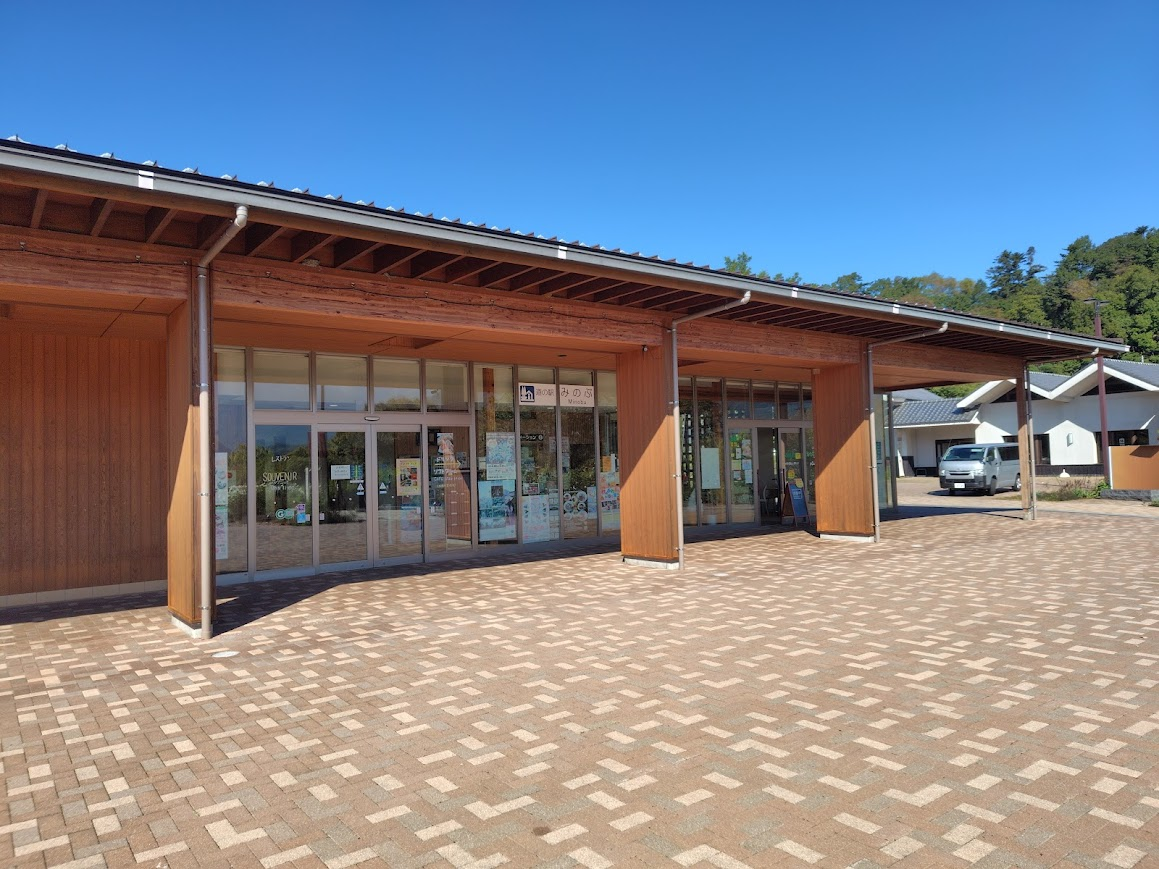
レストラン「スヴニール」と道の駅みのぶ (2024年10月)
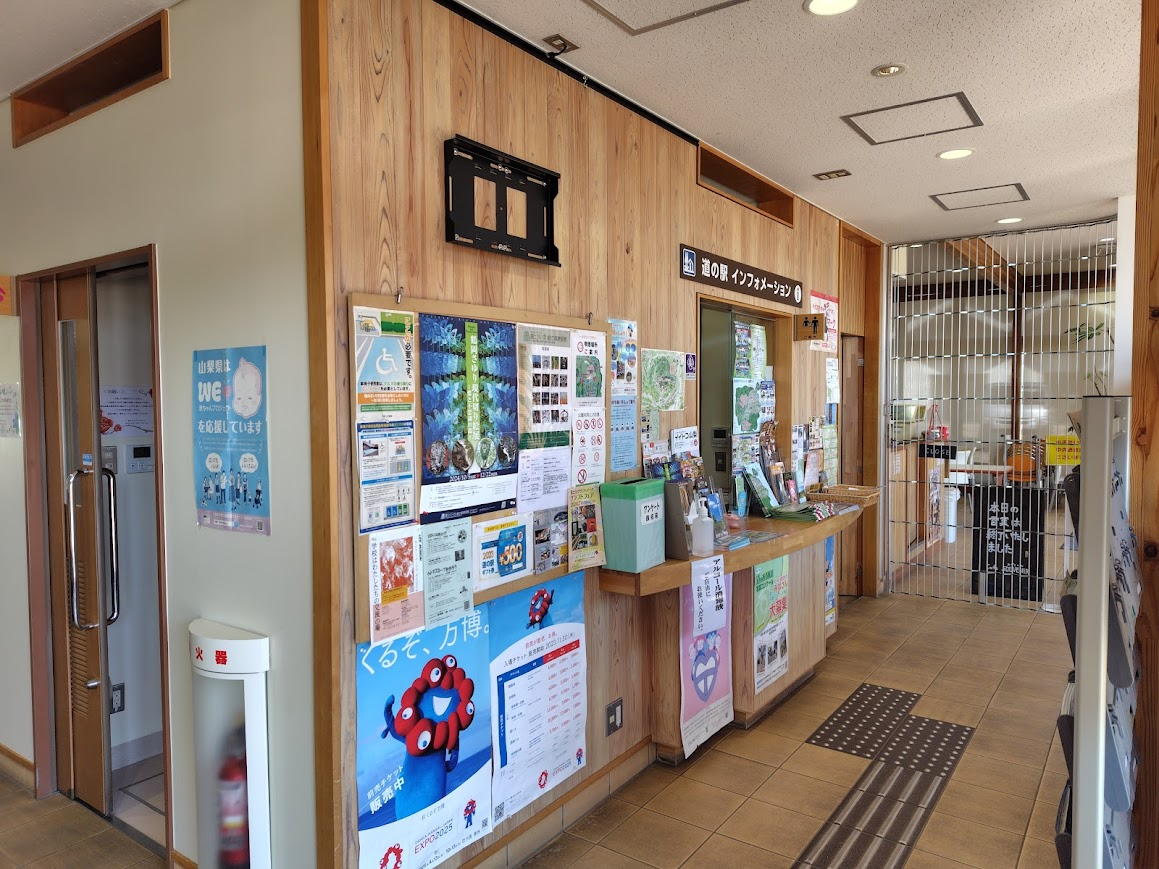
道の駅みのぶ　インフォメーション(2024年10月)

## かつて存在した施設

### 富士川ふるさと工芸館

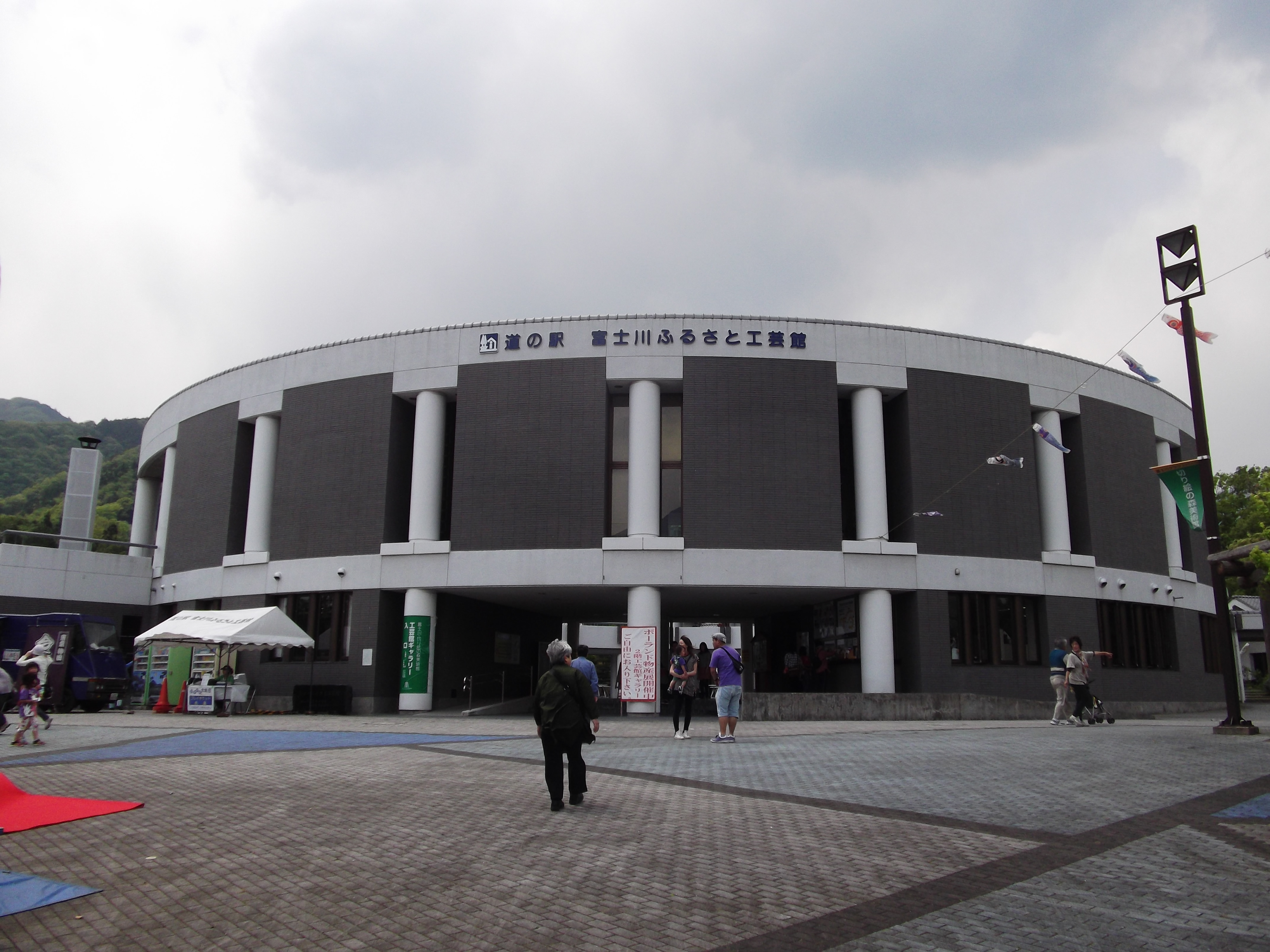
ふるさと工芸館の建屋。現存せず。2012年5月撮影

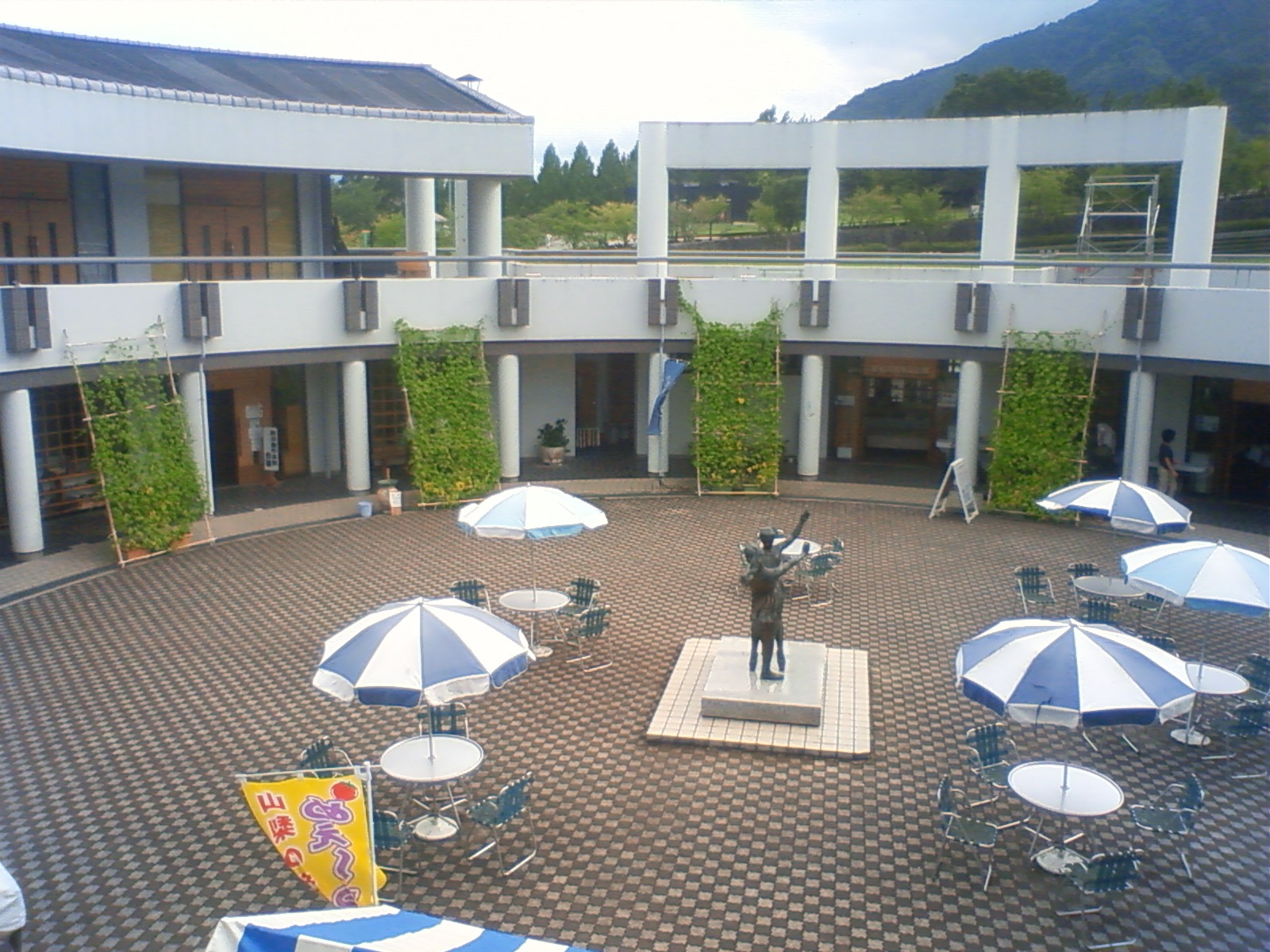
内部。2010年8月撮影

かつてあった核施設。2階建ての円形建築物に以下の施設があったが、閉鎖ののち解体された。跡地はみのぶ富士川観光センターおよびレストランになっている。
- 陶房（陶磁器の創作体験が可能）
- ガラス工房（ガラス工芸の創作体験が可能）
- 木の館（木工の創作体験が可能）
- みのぶの館（ゆばの製作工程見学や身延町の特産品販売など）
- しもべの館（みのぶの館とほぼ同じ）
- 南アルプスの館（装身具の創作体験が可能）
- 匠の館（印章の創作体験が可能）
- 展示販売場（山梨県内の特産品販売）
- 喫茶室

### みのぶ富士川観光センター
同公園の核施設であり、道の駅の機能を有していた。土蔵造り風の館内には峡南地域の地場産業である下記の工芸品の展示を行なっていた。
- 西嶋和紙の扇子
- 竹炭工芸
- 六郷印章
- 雨畑硯

併設して売店があり、上記の工芸品を中心に山梨県内の土産物を販売していた。

#### 休館日
- 毎週水曜日（祝日の場合は翌木曜日）
- 12月27日 - 1月1日

## 隣接する道路
- 山梨県道37号南アルプス公園線

駐車場入口から東方約150メートルの上沢交差点で国道52号、国道300号と接続している。

## 交通アクセス
- JR身延線
  - 下部温泉駅よりタクシー5分
  - 波高島駅より徒歩30分
- 路線バス（クラフトパーク入口下車）
  - 身延町営バス（身延鰍沢線）
  - 早川町乗合バス（奈良田温泉行）
- 車
  - 中部横断自動車道 下部温泉早川ICより約5分
  - 中央自動車道甲府南ICより国道140号、国道52号経由で約50分